# Scatology
Scatology – debiutancki album studyjny brytyjskiej grupy Coil.

## Spis utworów

### LP
Strona A:
1. "Ubu Noir"
2. "Panic"
3. "At the Heart of it All"
4. "Tenderness of Wolves"
5. "The Spoiler"
6. "Clap"

Strona B:
1. "Solar Lodge"
2. "The Sewage Worker's Birthday Party"
3. "Godhead=Deathead"
4. "Cathedral in Flames"

### CD (edycja Force & Form FFKCD1)
1. "Ubu Noir" - 2:09
2. "Panic" - 4:21
3. "At The Heart Of It All" - 5:13
4. "Tenderness Of Wolves" - 4:25
5. "The Spoiler" - 4:10
6. "Clap" - 1:17
7. "Restless Day" - 4:45
8. "Aqua Regis" - 2:51
9. "Solar Lodge" - 5:35
10. "The S.W.B.P." - 4:24
11. "Godhead=Deathead" - 5:16
12. "Cathedral in Flames" - 4:39
13. "Tainted Love" - 5:53

- Utwór "The Spoiler" jest w odmiennej wersji niż na winylu 12".

### Kaseta
1. "Ubu Noir"
2. "Panic"
3. "At the Heart of it All"
4. "Tenderness of Wolves"
5. "The Spoiler (Alternate Version)"
6. "Clap"
7. "Restless Day"
8. "Aqua Regis"
9. "Solar Lodge"
10. "The S.W.B.P."
11. "Godhead=Deathead"
12. "Cathedral in Flames"
13. "Tainted Love"